# Alceini
Alceini – plemię ssaków z podrodziny saren (Capreolinae) w obrębie rodziny jeleniowatych (Cervidae).

## Rozmieszczenie geograficzne
Plemię obejmuje jeden żyjący współcześnie gatunek występujący w Eurazji i Ameryce Północnej.

## Podział systematyczny
Do plemienia należy jeden występujący współcześnie rodzaj:
- Alces J.E. Gray, 1821 – łoś – jedynym przedstawiecielem jest Alces alces (Linnaeus, 1758) – łoś euroazjatycki

Opisano również rodzaj wymarły:
- Cervodama Pidoplichko & Flërov, 1952 – jedynym przedstawiecielem był Cervodama pontoborealis (Pidoplichko & Flërov, 1952)